# تازة أباد نركة (أملش الجنوبي)
تازة أباد نرکة (بالفارسية: تازه‌آبادنرکه) هي قرية تقع في إيران في غيلان. يقدر عدد سكانها بـ 79 نسمة بحسب إحصاء 2016.